# L'Homme éclaté
L'Homme éclaté (titre original : The Man Who Folded Himself) est un roman de David Gerrold publié en 1973 (OCLC 77462229).

## Distinction
Le roman fut proposé au prix Nebula du meilleur roman 1973 et au prix Hugo du meilleur roman 1974.

## Résumé
Danny voyage dans le temps, se rendant de son « présent » vers le passé ou vers l'avenir. Ce faisant, il crée ainsi autant d'autres versions de lui-même qu'il accomplit de sauts dans le temps, et se met à vivre dans un univers peuplé de la multitude de ses doubles, qui tout comme lui voyagent dans le temps et ne cessent de se rencontrer…

## Thèmes
Le héros a des relations sentimentales avec ses doubles masculins et un de ses doubles féminins, et le roman explore alors la bisexualité du personnage et la « confusion sexuelle » qui en résulte.